# الحديقة الجوراسية (رواية)
الحديقة الجوراسية (بالإنجليزية: Jurassic Park) هي رواية خيال علمي كتبها مايكل كرايتون (Michael Crichton) ونشرت سنة 1990. وقد عرفت هذه الرواية تتمة لها عام 1950 من طرف نفس الكاتب تحت عنوان "The Lost World" (العالم المفقود).

## القصة
على إحدى جزر كوستاريكا، نجح أحد العلماء في إعادة إحياء الديناصورات بواسطة تقنيات الحمض النووي (DNA)، فوُضِعت هذه الديناصورات في الحديقة الجوراسية.
وخلال زيارة لهذه الحديقة التي تضم ديناصورات مستنسخة، تجبر الظروف الإدارة على قطع التيار الكهربي عن الحديقة، ليجد الزوار أنفسهم وجها لوجه أمام الديناصورات المخيفة، تحدث طفرة علمية كبيرة تمكن العلماء من الحصول على المادة الوراثية للديناصورات من الحفريات، واستخدامها لتخليق عدد كبير من الديناصورات الحقيقية، والتي توضع في حديقة كبيرة مجهزة لتكون مزارا سياحيا لمن يريد مشاهدة الكائنات المنقرضة، يقوم أحد العلماء المشاركين في التجربة بدعوة أربعة أشخاص لزيارة الحديقة الغريبة، ويحضر معه حفيديه أيضا للرحلة نفسها، ولكن خلال الرحلة الغريبة، تكتشف إدارة الحديقة أن أحد العمال قام بسرقة جنين أحد الديناصورات راغبا في تهريبه، فتضطر الإدارة لقطع التيار الكهربي عن الحديقة بأكملها للتأكد من عدم خروج الجنين، وفجأة يجد زوار الحديقة أنفسهم في مواجهة الديناصورات المخيفة وحدهم، دون أية وسيلة تساعدهم على تجنب الكائنات المرعبة.

## الفيلم
تم تحويل الرواية إلى فيلم من إخراج ستيفن سبيلبرج أحد أشهر مخرجي هوليوود بعنوان: حديقة جوراسية.

## وصلات خارجية
- الحديقة الجوراسية على موقع الموسوعة البريطانية (الإنجليزية)